# Memoria procedurale
La memoria procedurale (o memoria implicita) è la memoria di come si fanno le cose e di come si usano gli oggetti. Nella vita quotidiana le persone si affidano ogni giorno alla memoria procedurale, il tipo di memoria che consente di ricordare come legare le scarpe o andare in bicicletta senza pensare consapevolmente a queste attività. La ricerca nella memoria procedurale indica che opera attraverso un processo mentale diverso dalla memoria dichiarativa.
Sebbene il termine memoria implicita venga spesso considerato sinonimo di memoria procedurale, secondo molti autori i due concetti si differenziano, nel senso che la memoria procedurale è solo una componente della memoria implicita, che a sua volta riguarda ogni forma di memoria non accessibile alla consapevolezza. Esempi di memoria implicita non procedurale sono il priming, processo in base al quale i soggetti migliorano le loro prestazioni in compiti per i quali sono stati preparati non consapevolmente, e l'effetto illusione di verità, secondo cui è più probabile che si giudichino vere affermazioni che sono state sentite precedentemente, indipendentemente dalla loro verità.

## Apprendimento procedurale
L'apprendimento procedurale è l'acquisizione di nuove abilità procedurali, che potranno poi essere richiamate dalla memoria una volta necessarie. L'acquisizione di nuove abilità richiede soprattutto pratica, anche se la pratica di per sé non garantisce l'acquisizione di un'abilità. Un aspetto importante è la profondità di elaborazione del materiale da apprendere, che richiede una buona capacità di memoria di lavoro. Si pensi a una lezione di guida. Finché l'abilità non è acquisita, è necessario uno sforzo cognitivo per mettere in atto i singoli gesti e comportamenti che servono a guidare un'automobile. Una volta acquisita l'abilità, essa può invece essere richiamata alla memoria in modo automatico e senza sforzo consapevole.
L'acquisizione di abilità si ottiene quando un comportamento osservato si è modificato a causa dell'esperienza o della pratica. Il modello di elaborazione delle informazioni, che incorpora questa idea di esperienza, propone che le competenze si sviluppino dall'interazione di quattro componenti: la velocità con cui le informazioni vengono elaborate; la dimensione del magazzino di informazioni fattuali di un individuo; la capacità di eseguire l'abilità effettiva; la capacità di elaborazione, sinonimo di memoria di lavoro. 

### Modello di Fitts (1954)
Fitts e i suoi colleghi hanno proposto un modello per la comprensione dell'acquisizione delle competenze. Questo modello ha proposto l'idea che l'apprendimento fosse possibile attraverso il completamento di varie fasi. Le fasi coinvolte includono:
1. Fase cognitiva
2. Fase associativa
3. Fase autonoma (detta anche fase procedurale)

Nella fase cognitiva gli individui arrivano a capire di che cosa sia composta un'abilità osservata. L'attenzione a questo punto del processo è significativa per l'acquisizione di abilità. Questo processo comporta la suddivisione delle competenze desiderate da apprendere in parti e la comprensione di come queste parti si uniscono nel loro complesso per la corretta esecuzione del compito. Il modo in cui un individuo organizza queste parti è noto come schema. Gli schemi sono importanti nel dirigere il processo di acquisizione e il modo in cui un individuo arriva a scegliere gli schemi è descritto dalla metacognizione.
La fase associativa riguarda la ripetizione della pratica, fino a quando emergono pattern di risposta. In questa parte del modello, le azioni coinvolte nell'abilità vengono apprese (o automatizzate), mentre le azioni inefficaci vengono eliminate. Il sistema sensoriale di un individuo acquisisce i dati spaziali e simbolici precisi necessari per il completamento dell'abilità. La capacità di differenziare gli stimoli importanti da quelli non importanti è fondamentale in questa fase del modello. Si ritiene che maggiore sia la quantità di stimoli importanti associati a un'attività, più tempo ci vorrà per completare questa fase.
La fase autonoma è la fase finale del modello, e consiste nel perfezionare l'acquisizione di abilità. La capacità di discriminare stimoli importanti da stimoli senza importanza è resa più rapida e il processo di riflessione non è più necessario, perché l'abilità è diventata automatica. Importante per questa fase del modello è l'esperienza e il magazzino di conoscenze fattuali per l'abilità appresa.

### Modello di Tadlock (2005)
Tadlock (2005) ha proposto un altro modello per la comprensione dell'acquisizione delle competenze attraverso la memoria procedurale. Il modello, definito "Ciclo Predittivo", è significativamente diverso dalla visione del 1954 di Fitts in quanto non richiede la comprensione cosciente dei componenti di un'abilità. Piuttosto, allo studente è richiesto solo di mantenere in consapevolezza cosciente un concetto del risultato finale desiderato. Tadlock ha applicato il modello con successo alla correzione della lettura. Le fasi coinvolte includono:
- Tentativo
- Fallimento
- Analisi implicita del risultato
- Decisione implicita di come cambiare il prossimo tentativo in modo da ottenere il successo

Le fasi vengono ripetute più e più volte fino a quando lo studente costruisce o rimodella la rete neurale per guidare l'attività in modo appropriato e accurato senza un pensiero cosciente. Il contesto per questa visione è simile a come la terapia fisica funziona per aiutare i pazienti con lesioni cerebrali a recuperare le funzioni perse. Il paziente mantiene il risultato finale desiderato (ad es. Il controllo sul movimento delle mani) mentre effettua ripetuti tentativi, senza consapevolezza cosciente dell'attività neurale richiesta per far muovere la mano. Il paziente continua a fare tentativi fino al raggiungimento del movimento. Nel caso della lesione cerebrale, la quantità di progressi fatti dipende dall'estensione della lesione e dalla "forza mentale" o "forza di volontà" applicata dall'individuo.
La maggior parte delle persone con problemi di lettura ha un cervello non interessato da lesione cerebrale, ma sono negativamente affetti da un problema indefinito con l'apprendimento precoce nell'area della lettura. Poiché il cervello è sano, Tadlock ha utilizzato metodi altamente strutturati associati al ciclo predittivo per correggere con successo persone con problemi di lettura da lievi a gravi (inclusa la dislessia).

## Meccanismi cerebrali

### Striato e gangli della base

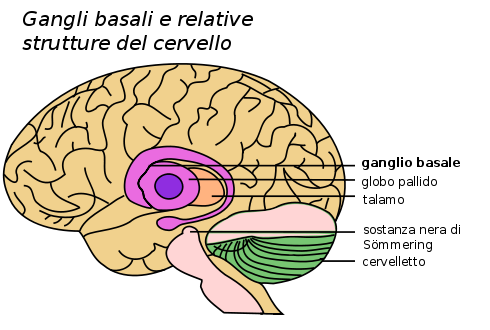
I gangli della base evidenziati in viola chiaro.

Lo striato dorsolaterale è associato all'acquisizione di abitudini ed è il principale nucleo di cellule neuronali legato alla memoria procedurale. Il collegamento delle fibre nervose afferenti eccitatorie aiuta nella regolazione dell'attività nel circuito dei gangli della base. Essenzialmente, due percorsi paralleli di elaborazione delle informazioni divergono dallo striato, ed entrambi agiscono in opposizione l'uno con l'altro nel controllo del movimento, consentendo l'associazione con altre strutture funzionali necessarie. Un percorso è diretto mentre l'altro è indiretto, e i due percorsi funzionano insieme per consentire un ciclo di feedback neurale funzionale. Molti circuiti si ricollegano allo striato da altre aree del cervello, compresi quelli della corteccia limbica, collegata all'elaborazione emotiva, lo striato ventrale, collegato al centro della ricompensa, e altre importanti regioni motorie correlate al movimento. Il circuito principale coinvolto nella parte di abilità motoria della memoria procedurale è solitamente chiamato "loop cortico-gangli-talamo-corteccia".
Lo striato è unico poiché è sprovvisto dei neuroni correlati al glutammato presenti in gran parte del cervello. Invece, è caratterizzato da un'alta concentrazione di un particolare tipo di cellula inibitrice legata al GABA, conosciuta come neurone medio spinoso (MSN). I due percorsi paralleli precedentemente menzionati viaggiano da e verso lo striato e sono costituiti da questi stessi neuroni medi spinosi. Questi neuroni sono sensibili a diversi neurotrasmettitori e contengono una varietà di recettori corrispondenti, tra cui i recettori della dopamina (D1, D2), i recettori muscarinici (M4) e i recettori dell'adenosina (A2A). Diversi interneuroni sono noti per comunicare con i neuroni spinosi striatali in presenza del neurotrasmettitore acetilcolina del sistema nervoso somatico.
L'attuale comprensione dell'anatomia e della fisiologia del cervello suggerisce che la plasticità neurale striatale è ciò che consente ai circuiti dei gangli della base di comunicare tra le strutture e di funzionare nell'elaborazione della memoria procedurale.

### Cervelletto

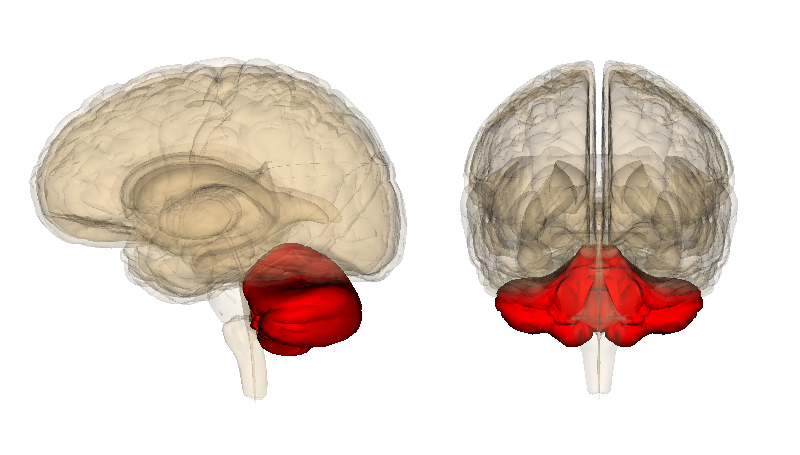
Il cervelletto evidenziato in rosso.

Il cervelletto è noto per svolgere un ruolo nella correzione del movimento e nel mettere a punto l'agilità motoria necessaria nelle abilità procedurali come la pittura, il suono degli strumenti e in sport come il golf. Danni a quest'area possono impedire il corretto riapprendimento delle abilità motorie e tale struttura è stata associata a un ruolo nell'automazione del processo inconscio dell'apprendimento procedurale. Nuove idee nella comunità scientifica suggeriscono che la corteccia cerebellare detenga il "santo graal" della memoria, ciò che è noto ai ricercatori come l'engramma o il luogo biologico in cui la memoria vive. Si pensa che la traccia iniziale della memoria si formi qui, tra le fibre parallele e le cellule di Purkinje e poi viaggi verso altri nuclei cerebellari per il consolidamento.

### Sistema limbico
Il sistema limbico è un gruppo di aree cerebrali che lavorano insieme in molti processi interconnessi coinvolti nell'emozione, nella motivazione, nell'apprendimento e nella memoria. Il sistema limbico condivide l'anatomia con una componente del neostriato, accreditata al compito principale di controllare la memoria procedurale. Questa sezione del cervello che si trova sul bordo posteriore dello striato, chiamata zona di divisione marginale (MrD), è stata solo recentemente collegata alla memoria. Sembra inoltre che una speciale proteina di membrana associata al sistema limbico si concentri in strutture correlate e si diriga verso i nuclei della base. L'attivazione delle regioni cerebrali che lavorano insieme durante la memoria procedurale può essere seguita per merito di questa proteina membranale associata al sistema limbico, e delle sue applicazioni nella ricerca molecolare e immunoistochimica.

### Neurotrasmettitori

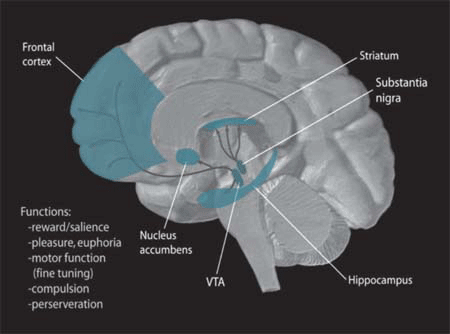
I percorsi della dopamina nel cervello evidenziati in blu.

La dopamina è uno dei più noti neuromodulatori coinvolti nella memoria procedurale. L'evidenza suggerisce che potrebbe influenzare la plasticità neurale nei sistemi di memoria adattando l'elaborazione del cervello quando l'ambiente si modifica e un individuo è quindi costretto a fare una scelta comportamentale o una serie di decisioni rapide. È molto importante nel processo di "navigazione adattiva", che serve ad aiutare diverse aree del cervello a rispondere insieme durante una nuova situazione che ha molti stimoli e caratteristiche sconosciute. I percorsi della dopamina sono diffusi in tutto il cervello e questo consente l'elaborazione parallela in molte strutture. La maggior parte delle ricerche si concentra sulla via della dopamina mesocorticolimbica come il sistema più correlato alla gratificazione dell'apprendimento e al condizionamento psicologico.

### Sinapsi
Recenti scoperte potrebbero aiutare a spiegare la relazione tra memoria procedurale, apprendimento e plasticità sinaptica a livello molecolare. Uno studio ha utilizzato piccoli animali privi di normali livelli di fattori di trascrizione della famiglia CREB per esaminare l'elaborazione delle informazioni nello striato durante varie attività. Benché non ancora compresi completamente, i risultati mostrano che la funzione dei CREB è necessaria alle sinapsi per collegare l'acquisizione e l'archiviazione della memoria procedurale

## Sonno
Dopo oltre 40 anni di ricerca, è ben stabilito negli uomini e negli animali che la formazione di tutte le forme di memoria è notevolmente migliorata durante lo stato cerebrale del sonno. Inoltre, negli esseri umani, è stato chiaramente dimostrato che il sonno aiuta lo sviluppo della conoscenza procedurale attraverso il processo di consolidamento della memoria, specialmente quando il sonno segue entro poco tempo la fase iniziale dell'acquisizione della memoria. Il consolidamento della memoria è un processo che trasforma le nuove memorie da uno stato relativamente fragile a una condizione più solida e stabile. Per molto tempo si è creduto che il consolidamento delle memorie procedurali avvenisse unicamente come funzione del tempo, ma studi più recenti suggeriscono che, per certe forme di apprendimento, il processo di consolidamento viene potenziato esclusivamente durante i periodi di sonno. Tuttavia, è importante notare che non è sufficiente qualsiasi tipo di sonno per migliorare la memoria procedurale e le prestazioni nelle attività procedurali successive. Infatti, nel campo delle abilità motorie, ci sono prove che dimostrano che nessun miglioramento nei compiti è mostrato dopo un sonno breve, senza fase REM (NREM, stadi 2-4), come un pisolino. Il sonno REM dopo un periodo di sonno a onde lente (SWS, stadi 3 e 4, ovvero la forma più profonda di sonno NREM), si è dimostrato il tipo di sonno più vantaggioso per l'aumento della memoria procedurale, specialmente quando si svolge immediatamente dopo l'acquisizione iniziale di un'abilità. Quindi, in sostanza, una notte intera (o un giorno) di sonno ininterrotto subito dopo aver appreso un'abilità consentirà il maggior consolidamento possibile della memoria. Inoltre, se il sonno REM viene interrotto, non si ottiene alcun guadagno nelle prestazioni procedurali mostrate. Tuttavia, si verificherà un uguale miglioramento se il sonno dopo l'allenamento è di notte o durante il giorno, a condizione che il sonno SWS sia seguito dalla fase REM. È stato anche dimostrato che il potenziamento in memoria è specifico per lo stimolo imparato (ad esempio, l'apprendimento di una tecnica di corsa non si sovrappone a miglioramenti nelle prestazioni in bicicletta). La performance dei soggetti nel "Wff 'n Proof Task", nella Torre di Hanoi, e nel Mirror Tracing Task è stata trovata migliorata dopo i periodi di sonno REM.
Se un'abilità viene appresa in modo esplicito (con coinvolgimento dell'attenzione) o implicito, ciascuna di queste modalità svolge un ruolo nell'effetto di consolidamento offline. La ricerca suggerisce che la consapevolezza e la comprensione esplicite delle abilità apprese durante il processo di acquisizione migliora notevolmente il consolidamento delle memorie procedurali durante il sonno. Questo risultato non è sorprendente, poiché è ampiamente accettato che l'intenzione e la consapevolezza al momento dell'apprendimento migliorano l'acquisizione della maggior parte delle forme di memoria.

## Patologie

### Malattia di Alzheimer
La ricerca attuale indica che i problemi di memoria procedurale nell'Alzheimer possono essere causati da cambiamenti nell'attività enzimatica in regioni cerebrali che integrano la memoria come l'ippocampo. L'enzima specifico collegato a questi cambiamenti è chiamato acetilcolinesterasi (AchE), e può essere influenzato da una predisposizione genetica in un recettore del cervello del sistema immunitario chiamato recettore dell'istamina H1. Anche i livelli di dopamina, serotonina e acetilcolina variano nel cervelletto dei pazienti affetti da questa malattia. È stata avanzata l'idea che il sistema di istamina possa essere responsabile dei deficit cognitivi riscontrati nell'Alzheimer, e dei potenziali problemi di memoria procedurale che potrebbero svilupparsi come conseguenza della psicopatologia.

### Sindrome di Tourette
Questa malattia del sistema nervoso centrale, come molti altri disturbi legati alla memoria procedurale, comporta cambiamenti nella zona del cervello sottocorticale nota come striato. Quest'area, e i circuiti cerebrali che interagiscono strettamente con essa dai gangli della base, sono colpiti sia strutturalmente sia a livello più funzionale nelle persone affette dalla sindrome di Tourette. La letteratura su questo argomento dimostra che esistono molte forme distinte di memoria procedurale. Quello più rilevante nella sindrome di Tourette è legata al processo di acquisizione delle abilità che lega gli stimoli alla risposta durante l'apprendimento procedurale.

### HIV
I sistemi neurali utilizzati dalla memoria procedurale sono comunemente presi di mira dal virus dell'immunodeficienza umana; il corpo striato è la struttura maggiormente colpita. Gli studi di risonanza magnetica hanno anche dimostrato l'irregolarità della sostanza bianca e l'atrofia subcorticale dei gangli della base, aree necessarie sia per la memoria procedurale sia per l'abilità motoria. La ricerca applicata che utilizza vari compiti di memoria procedurale hanno dimostrato che le persone sieropositive ottengono risultati peggiori rispetto ai partecipanti HIV-negativi, il che suggerisce che le prestazioni complessive peggiori nei compiti sono dovute a specifici cambiamenti nel cervello causati dalla malattia.

### Malattia di Huntington
Nonostante sia un disturbo che colpisce direttamente le aree striatali del cervello utilizzate nella memoria procedurale, la maggior parte delle persone con la malattia di Huntington non presenta gli stessi problemi di memoria di altre persone con malattie cerebrali correlate allo striato. Negli stadi più avanzati della malattia, tuttavia, la memoria procedurale è influenzata dal danneggiamento delle importanti vie cerebrali che consentono alle parti interne della corteccia subcorticale e prefrontale del cervello di comunicare.

### Malattia di Parkinson
È noto che la malattia di Parkinson interessa aree selettive nel lobo frontale del cervello. Le attuali informazioni scientifiche suggeriscono che i problemi di prestazioni della memoria, in particolare quelli mostrati nei pazienti, sono controllati da circuiti frontostriatali. I pazienti con Parkinson spesso hanno difficoltà con l'apprendimento della sequenza che è necessaria nella fase di acquisizione della memoria procedurale. Ulteriori prove suggeriscono che le reti del lobo frontale sono correlate con la funzione esecutiva, e agiscono solo quando vengono presentate specifiche attività al paziente. Questo ci dice che i circuiti frontostriatali sono indipendenti ma in grado di lavorare in collaborazione con altre aree del cervello per svolgere alcuni compiti come prestare o focalizzare l'attenzione.

### Schizofrenia
Studi di risonanza magnetica hanno dimostrato che i pazienti schizofrenici che non assumono farmaci hanno un putamen più piccolo, parte dello striato che svolge un ruolo molto importante nella memoria procedurale. Ulteriori studi sul cervello rivelano che gli schizofrenici hanno comunicazioni dai gangli della base improprie con il sistema extrapiramidale circostante che è noto per essere strettamente coinvolto con il sistema motorio e nella coordinazione del movimento. La convinzione più recente è che i problemi funzionali nello striato dei pazienti schizofrenici non siano abbastanza significativi da compromettere seriamente l'apprendimento procedurale, tuttavia, la ricerca mostra che la compromissione sia abbastanza significativa da causare problemi nel migliorare le prestazioni su un compito tra intervalli di pratica.